# 塞缪尔·戈德温
塞缪尔·戈德温（1879年8月17日—1974年1月31日）是一名波兰犹太裔美国电影制片人。

## 生平
戈德温出生于俄罗斯帝国下的波兰王国华沙。他的父亲是一个小贩。曾经在好莱坞创立了多个电影工作室而被最广为人知。

## 荣誉
1973年塞西尔·德米尔金球奖、1947年欧文·G·托尔伯格纪念奖和1958年的吉恩-赫肖尔特人道主义奖。